# Août 1961

## Événements
- 5 août : les Occidentaux décident de maintenir leurs troupes par tous les moyens à Berlin.
- 5 - 12 aout : le 46e congrès mondial d’espéranto a lieu à Harrogate.
- 5 - 17 août : conférence exceptionnelle du Conseil interaméricain économique et social de l’OEA à Punta del Este, en Uruguay. Après le fiasco de l’intervention à Cuba, Kennedy présente ses projets d'« Alliance pour le progrès ». Deux documents sont signés : le premier, la Déclaration des peuples d’Amérique, fixe un certain nombre d’objectifs généraux détaillés dans le second, la Charte de Punta del Este.
  - La rhétorique de l’Alliance pour le progrès concernant la démocratie ne sera guère suivie d’effet et sera même contre-productive. À l’opposée, l’assistance militaire fait des progrès considérable. Elle passe de 65 millions par an pour l’Amérique latine entre 1953 et 1961 à 172 millions pour les trois années de l’administration Kennedy. L’aide économique est singulièrement accrue, passant d’une moyenne annuelle de 204 millions de dollars sous la présidence d’Eisenhower à 1,3 milliard entre 1962 et 1965.
- 6 août : 
  - le cosmonaute soviétique Guerman Titov, sur Vostok 2, devient le deuxième humain à séjourner dans l'espace.
  - Formule 1 : Grand Prix automobile d'Allemagne.
- 9 août : Harold Macmillan demande l'adhésion du Royaume-Uni à la CEE.
- 12 août : construction dans la nuit du 12 au 13 août d'un réseau de barbelés qui coupe Berlin en deux. Les ouvriers ont érigé dans la nuit ce qui va devenir le mur de Berlin quand le béton commencera à remplacer le fil de fer, deux jours plus tard. Les autorités est-allemandes veulent ainsi mettre un terme à l'exode massif des Berlinois de l'Est vers l'ennemi de l'Ouest. Le mur tombera après vingt-huit ans et plus de deux cent trente-huit morts, le 9 novembre 1989, événement marquant le début de la fin de l'empire soviétique et de facto celui de la guerre froide.
- 21 août : libération de Jomo Kenyatta. Autonomie du Kenya (indépendance en 1964).
- 23 août (Brésil) : le journaliste Carlos Lacerda dénonce à la télévision de São Paulo un coup d’État qu’aurait préparé le président Quadros. Le 24 août, il fait de même à la télévision de Rio.
- 25 août : le Président brésilien Jânio Quadros renonce à la présidence et quitte Brasilia, laissant une lettre accusant les forces occultes et étrangères. Le vice-président João Marques Goulart, ancien ministre du Travail de Getúlio Vargas qui se trouvait en Chine, revient en hâte, et trouve un compromis avec l’armée : l’armée laisse Goulart accéder à la présidence, mais la Constitution est amendée. De présidentiel, le régime devient parlementaire. Goulart entre en fonction le 7 septembre.

## Naissances
- 4 août : Barack Obama, homme politique américain, quarante-quatrième président des États-Unis.
- 8 août : 
  - Dave Evans, surnommé The Edge, guitariste du groupe U2.
  - Ron Klain, avocat américain, 30e chef de cabinet de la Maison-Blanche depuis 2021.
- 11 août : Frederick W. Sturckow, astronaute américain.
- 13 août : Koji Kondo, compositeur de musique de jeu vidéo japonais.
- 17 août : Kati Outinen, actrice finlandaise.
- 20 août : Manuel Merino, homme politique péruvien.
- 22 août : 
  - Roland Orzabal, chanteur, compositeur et guitariste anglais, cofondateur du groupe Tears for Fears.
  - Alexandre Dvornikov, général Russe des forces terrestres de russie.
- 23 août : Alexandre Desplat, compositeur de musique de film.
- 25 août : 
  - Billy Ray Cyrus, chanteur, acteur, auteur-compositeur-interprète.
  - Dave Tippett, ancien joueur professionnel de hockey.
- 26 août : Daniel Lévi, auteur-compositeur-interprète et pianiste français († 6 août 2022).

## Décès
- 3 août : Nicola Canali, cardinal italien de la Curie romaine (° 6 juin 1874).
- 6 août : Joseph-Ernest Van Roey, cardinal belge (° 13 janvier 1874).
- 12 août: Salah Ben Youssef, Homme politique tunisien (° 11 octobre 1907).